# Microarthron komarowi
Microarthron komarowi là một loài bọ cánh cứng trong họ Cerambycidae.

## Hình ảnh

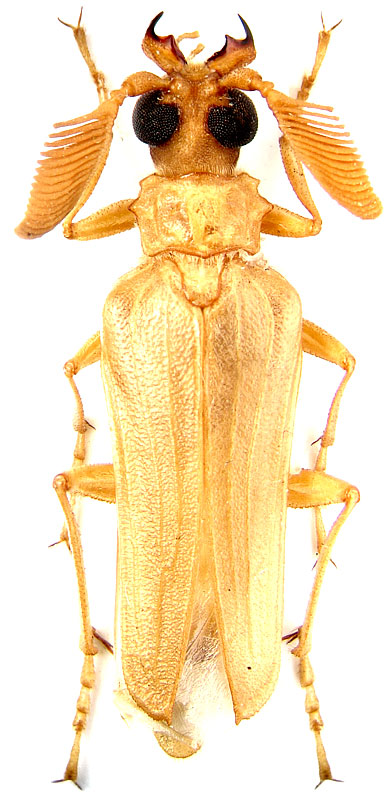